# Terreiro Tumba Junçara
O Tumba Junsara, ou Junçara foi fundado em 1919 em Acupe na Rua Campo Grande, Santo Amaro da Purificação, Bahia, por dois irmãos de esteira cujos nomes eram: Manoel Rodrigues do Nascimento (dijina: Kambambe) e Manoel Ciriaco de Jesus (dijina: Ludyamungongo), ambos iniciados em 13 de junho de 1910 por Maria Genoveva do Bonfim, mais conhecida como Maria Neném (Mam'etu Tuenda UnZambi, sua dijina), que era mameto-de-inquice do Terreiro Tumbensi, casa de Angola mais antiga da Bahia. Kambambe e Ludyamungongo tiveram Sinhá Badá como mãe-pequena e Tio Joaquim como pai-pequeno.
O Tumba Junçara foi transferido para Pitanga, no mesmo município, e depois para o Beiru. Após algum tempo, foi novamente transferido, para a Ladeira do Pepino nº 70, e finalmente para Ladeira da Vila América, nº 2, Travessa nº 30, Avenida Vasco da Gama (que hoje se chama Vila Colombina) nº 30 - Vasco da Gama, Salvador, Bahia.
Na época da fundação, os dois irmãos de esteira receberam de Sinhá Maria Neném os cargos de Tata Kimbanda Kambambe e Tata Ludyamungongo. Manoel Ciriaco de Jesus fez muitas lideranças de várias casas, como Emiliana do Terreiro do Bogum, Mãe Menininha do Gantois, Ilê Babá Aboulá (Amoreiras), onde obteve cargos.
Tata Nlundi ia Mungongo teve como seu primeiro filho de santo (rianga) Ricardino, cuja dijina era Angorense.
No primeiro barco (recolhimento) de Tata Nlundi ia Mungongo, foram iniciados 06 azenza (plural de muzenza). Em sendo o seu primeiro barco, ele chamou o pessoal do Bogum para ajudar. Os 03 primeiros azenza do barco foram iniciados segundo os fundamentos do Bogun: Angorense (Mukisi Hongolo), Nanansi (Mukisi Nzumba) e Jijau (Mukisi Kavungu), os 03 outros azenza foram iniciados segundo os fundamentos do Tumba Junçara.
No Rio de Janeiro, fundou, com o Sr. Deoclecio (dijina: Luemim), uma casa de culto em Vilar dos Teles (não se sabe a data da fundação nem a relação de pessoas iniciadas). Dentre as pessoas iniciadas, ainda existe, na Rua do Carmo, 34, Vilar dos Teles, uma delas, Tata Talagy,   e  Tata Katendewe  em BHte.MG .
Com a morte de Manoel Rodrigues do Nascimento (Kambambe), que assumira sozinho a direção do Tumba Junçara, Manoel Ciriaco de Jesus (Ludyamungongo) assumiu a direção até sua morte, a qual ocorreu em 4 de fevereiro de 1965.
Com a morte de Manoel Ciriaco de Jesus (Ludyamungongo), assumiu a direção do Tumba Junçara a Sra. Maria José de Jesus (Deré Lubidí), que foi responsável pelo ritual denominado Ntambi de Ciriaco, juntamente com o sr. Narciso Oliveira (Tata Senzala) e o sr. Nilton Marofá.
Deré Lubidí era mameto-de-inquice do Ntumbensara, hoje situado à Rua Alto do Genipapeiro - Plataforma, Salvador, Bahia, e de responsabilidade do sr. Antonio Messias (Kajaungongo).
Em 13 de dezembro de 1965, após o ritual de Ntambi, Maria José de Jesus (Deré Lubidí) passa a direção do Ntumbensara para Benedito Duarte (Tata Nzambangô) e Gregório da Cruz (Tata Lemboracimbe), e em ato secreto é empossada mameto-de-inquice do Tumba Junçara.
Maria José de Jesus (Deré Lubidí), em 1924 recebeu o cargo de Kota Kamukenge do Tumba Junçara, e em 1932, o cargo de mameto-de-inquice. Em 1953 fundou o Ntumbensara, na Rua José Pititinga nº 10 - Cosme de Farias, Salvador, Bahia, que em 18 de outubro de 1964 foi transferido para o Alto do Genipapeiro.
Com o falecimento de Deré Lubidí, assumiu a direção do Tumba Junçara a Sra. Iraildes Maria da Cunha (Mesoeji), nascida aos 26 de junho de 1953 e iniciada em 15 de novembro de 1953, permanecendo no cargo até o presente momento.
Esta é uma síntese do histórico do Tumba Junçara, com agradecimento especial a Esmeraldo Emeterio de Santana Filho, "Tata Zingue Lunbondo", pelo referente histórico, e também a "Tata Quandiamdembu", Esmeraldo Emetério de Santana, o Sr. Benzinho, pois sem sua colaboração não poderíamos ter chegado a tais fatos.